# IPhone XS
iPhone XS a iPhone XS Max (stylizovano jako iPhone Xs a iPhone Xs Max, přičemž římská číslice „X“ znamená „deset“) jsou chytré mobilní telefony navržené a vyvinuté americkou společností Apple. Jsou součástí dvanácté generace z řady mobilních telefonů iPhone, spolu s iPhonem XR, přičemž nahrazují iPhone X. Mezi hlavní vylepšení oproti iPhonu X, kromě vyšší výpočetní rychlosti, patří podpora dvou SIM karet a zvýšená odolnost proti vodě. iPhone XS Max byl také prvním iPhonem, který byl s klasickým modelem, iPhone XS, společně, jako větší varianta.
iPhone XS a XS Max byly oznámeny v konferenční místnosti Steve Jobs Theater v Apple Parku v kalifornském Cupertinu 12. září 2018. Předobjednávky telefonu začaly 14. září 2018, přičemž se začal prodávat 21. září, potažmo 28. září v Česku. Prodej iPhonu XS a XS Max byl ukončen 10. září 2019, kdy je nahradil iPhone 11 Pro a 11 Pro Max.

## Specifikace

### Hardware
iPhone XS a XS Max používají šestijádrový procesor Apple A12 Bionic, vyrobený 7nm výrobním procesem, s dedikovaným čtyřjádrovým grafickým procesorem a osmijádrovým Neural Enginem. Oba modely bylo vyrobeny s třemi možnostmi vnitřního úložiště – 64, 256 a 512 GB, přičemž pokaždé mají 4GB LPDDR4X operační paměť. iPhone XS i XS Max mají odolnost pro prachu a vodě IP68, oproti IP67 u iPhonu 7 až iPhonu XR, kde Apple uvádí odolnost do maximálně 2 metrů hloubky po dobu 30 minut.

#### Displej
iPhone XS má 5,58palcový, 149mm, OLED displej s rozlišením 2436 × 1125 pixelů při 459 PPI, zatímco iPhone XS Max má 6,46palcový, 164mm, displej se stejnou technologií a stejným PPI, ale s rozlišením 2688 × 1242 pixelů. Displeje mají také True Tone s maximálním jasem 660 nitů, podporou HDR a mají oleofobní povlak, který je odolný proti otiskům prstů.

#### Baterie
iPhone XS je dodáván s novou, jednočlánkovou, 2 568mAh baterií, ale iPhone XS Max je dodáván se starou, dvojčlánkovou, která se nachází i v iPhonu XR, 3 174mAh baterií. u iPhonu XS a XS Max byly také změněny cívky pro bezdrátové nabíjení na měděné, díky kterým se zvýší rychlost nabíjení a sníží ztráta energie.

#### Fotoaparáty
iPhone XS i iPhone XS Max mají dvě zadní 12megapixelové kamery s clonou ƒ/1,8 u širokoúhlého fotoaparátu a ƒ/2,2 u teleobjektivu a přední, 7megapixelovou kameru s clonou ƒ/2,2.
Oba mobilní telefony podporují nahrávání 4K videa při 60 snímcích za sekundu, Smart HDR a 1080p video s až 240 snímky za sekundu. Pro formát HEVC a H.264 je k dispozici 4K video při 30 snímcích za sekundu a 1080p video při 30 nebo 60 fps. Fotoaparáty také podporují režim „Portrét“, a mají rychlejší snímač Face ID.

### Software
iPhone XS a XS Max byly dodávány s předinstalovaným operačním systémem iOS 12.

## Design
iPhone XS a XS Max je fyzicky téměř identický s iPhonem X, včetně výřezu, „notche“, ve kterém se nachází snímač Face ID, reproduktor a přední 7Mpix kamera. Na zadní straně se nachází vyvýšený obdélník se zakulacenými hranami, ve kterém se nachází obě zadní kamery a blesk, přičemž se jedná o opět totožný design jako má iPhone X, ale lepší design než má iPhone XR.
Oba modely byly dodávány ve třech barevných variantách – zlaté, vesmírně šedé a stříbrné.
| Barva | Název         |
| ----- | ------------- |
|       | Stříbrná      |
|       | Vesmírně šedá |
|       | Zlatá         |